# Film polacchi proposti per l'Oscar al miglior film straniero
A partire dal 1964 alcuni film polacchi sono stati candidati al Premio Oscar nella categoria miglior film straniero.
La Polonia ha vinto in totale 1 statuetta nel 2015 per il film Ida di Paweł Pawlikowski, e ha avuto 10 nomination: di queste la prima risale al 1964, con il film Il coltello nell'acqua di Roman Polański e quattro sono dovute a film di Andrzej Wajda i cui film sono stati proposti all'Academy per ben nove volte.
| Anno | Film | Regia                                | Risultato     |
| ---- | --- | ------------------------------------ | ------------- |
| 1964 | Il coltello nell'acqua (Nóz w wodzie)                                                                         | Roman Polański                       | Candidato     |
| 1965 | La passeggera (Pasażerka)                                                                                     | Andrzej Munk e Witold Lesiewicz      | Non candidato |
| 1967 | Il faraone (Faraon)                                                                                           | Jerzy Kawalerowicz                   | Candidato     |
| 1969 | Żywot Mateusza                                                                                                | Witold Leszczyński                   | Non candidato |
| 1970 | Tutto in vendita (Wszystko na sprzedaż)                                                                       | Andrzej Wajda                        | Non candidato |
| 1971 | Il sale della terra nera (Sól ziemi czarnej)                                                                  | Kazimierz Kutz                       | Non candidato |
| 1972 | Vita di famiglia (Życie rodzinne)                                                                             | Krzysztof Zanussi                    | Non candidato |
| 1973 | Perła w koronie                                                                                               | Kazimierz Kutz                       | Non candidato |
| 1974 | Kopernik | Ewa Petelska e Czesław Petelski      | Non candidato |
| 1975 | Il settimo flagello (Potop)                                                                                   | Jerzy Hoffman                        | Candidato     |
| 1976 | La terra della grande promessa (Ziemia Obiecana)                                                              | Andrzej Wajda                        | Candidato     |
| 1977 | Notti e giorni (Noce i dnie)                                                                                  | Jerzy Antczak                        | Candidato     |
| 1978 | Colori mimetici (Barwy ochronne)                                                                              | Krzysztof Zanussi                    | Non candidato |
| 1979 | Śmierć prezydenta                                                                                             | Jerzy Kawalerowicz                   | Non candidato |
| 1980 | Le signorine di Wilko (Panny z Wilka)                                                                         | Andrzej Wajda                        | Candidato     |
| 1981 | Olimpiada 40                                                                                                  | Andrzej Kotkowski                    | Non candidato |
| 1982 | L'uomo di ferro (Człowiek z żelaza)                                                                           | Andrzej Wajda                        | Candidato     |
| 1986 | Yesterday | Radosław Piwowarski                  | Non candidato |
| 1987 | Siekierezada                                                                                                  | Witold Leszczyński                   | Non candidato |
| 1988 | Bohater roku                                                                                                  | Feliks Falk                          | Non candidato |
| 1989 | Non desiderare la donna d'altri (Krótki film o miłości)                                                       | Krzysztof Kieślowski                 | Non candidato |
| 1990 | Kornblumenblau                                                                                                | Leszek Wosiewicz                     | Non candidato |
| 1991 | Dottor Korczak (Korczak)                                                                                      | Andrzej Wajda                        | Non candidato |
| 1992 | La doppia vita di Veronica (Podwójne życie Weroniki)                                                          | Krzysztof Kieślowski                 | Non candidato |
| 1993 | Wszystko, co najważniejsze                                                                                    | Robert Gliński                       | Non candidato |
| 1994 | Szwadron | Juliusz Machulski                    | Non candidato |
| 1995 | Tre colori - Film bianco (Trzy kolory. Biały)                                                                 | Krzysztof Kieślowski                 | Non candidato |
| 1996 | Wrony | Dorota Kędzierzawska                 | Non candidato |
| 1997 | Cwał | Krzysztof Zanussi                    | Non candidato |
| 1998 | Storie d'amore (Historie miłosne)                                                                             | Jerzy Stuhr                          | Non candidato |
| 2000 | Pan Tadeusz                                                                                                   | Andrzej Wajda                        | Non candidato |
| 2001 | La vita come malattia fatale sessualmente trasmessa (Życie jako śmiertelna choroba przenoszona drogą płciową) | Krzysztof Zanussi                    | Non candidato |
| 2002 | Quo Vadis? | Jerzy Kawalerowicz                   | Non candidato |
| 2003 | Edi | Piotr Trzaskalski                    | Non candidato |
| 2004 | Pornografia                                                                                                   | Jan Jakub Kolski                     | Non candidato |
| 2005 | Pręgi | Magdalena Piekorz                    | Non candidato |
| 2006 | Komornik | Feliks Falk                          | Non candidato |
| 2007 | Z odzysku | Sławomir Fabicki                     | Non candidato |
| 2008 | Katyn (Katyń)                                                                                                 | Andrzej Wajda                        | Candidato     |
| 2009 | Sztuczki | Andrzej Jakimowski                   | Non candidato |
| 2010 | Rewers | Borys Lankosz                        | Non candidato |
| 2011 | All That I Love - Tutto ciò che amo (Wszystko, co kocham)                                                     | Jacek Borcuch                        | Non candidato |
| 2012 | In Darkness (W ciemności)                                                                                     | Agnieszka Holland                    | Candidato     |
| 2013 | 80 milionów                                                                                                   | Waldemar Krzystek                    | Non candidato |
| 2014 | Walesa - L'uomo della speranza (Wałęsa. Człowiek z nadziei)                                                   | Andrzej Wajda                        | Non candidato |
| 2015 | Ida | Paweł Pawlikowski                    | Vincitore     |
| 2016 | 11 minut | Jerzy Skolimowski                    | Non candidato |
| 2017 | Il ritratto negato (Powidoki)                                                                                 | Andrzej Wajda                        | Non candidato |
| 2018 | Pokot | Agnieszka Holland                    | Non candidato |
| 2019 | Cold War (Zimna wojna)                                                                                        | Paweł Pawlikowski                    | Candidato     |
| 2020 | Corpus Christi (Boże Ciało)                                                                                   | Jan Komasa                           | Candidato     |
| 2021 | Non cadrà più la neve (Śniegu już nigdy nie będzie)                                                           | Małgorzata Szumowska, Michał Englert | Non candidato |
| 2022 | Żeby nie było śladów                                                                                          | Jan P. Matuszyński                   | Non candidato |
| 2023 | EO (IO) | Jerzy Skolimowski                    | Candidato     |
| 2024 | Chlopi | DK Welchman, Hugh Welchman           | Non candidato |

| Non candidato | Il film è stato proposto dalla Polonia, ma non è stato candidato dall'Academy of Motion Picture Arts and Sciences. |
| Short-list    | Il film è entrato nella "short-list" stilata a gennaio dei nove candidati per l'Oscar al miglior film straniero.   |
| Candidato     | Il film è entrato a far parte dei cinque candidati per l'Oscar al miglior film straniero.                          |
| Vincitore     | Il film ha vinto l'Oscar al miglior film straniero.                                                                |